# Phyllostachys parvifolia
Phyllostachys parvifolia ist eine Bambus-Art der Gattung Phyllostachys.

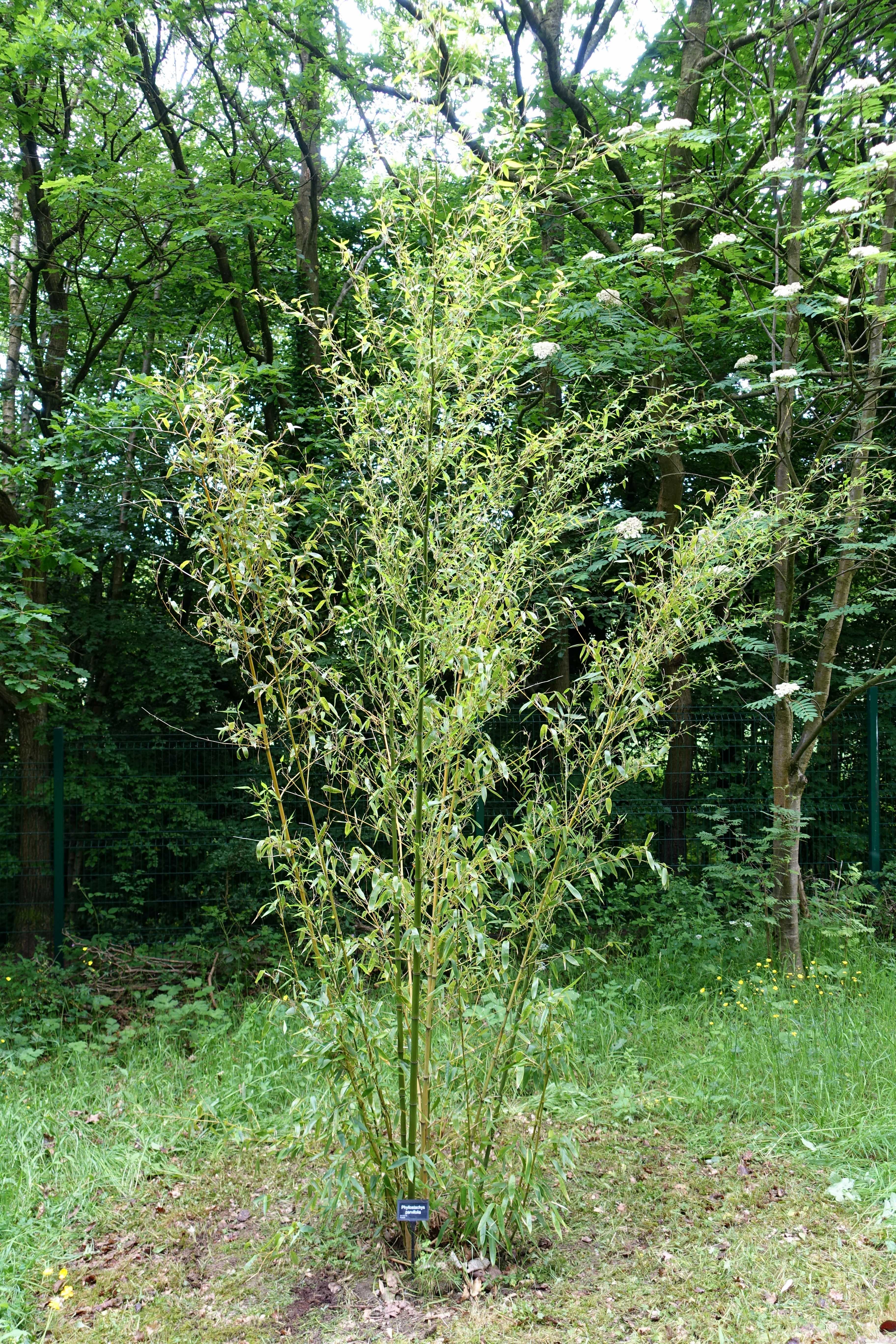
Habitus

## Beschreibung
Phyllostachys parvifolia bildet 8 bis 10 m hohe Halme aus, die einen Durchmesser von 50 bis 60 mm erreichen können. Die Halme sind zuerst leuchtend grün und nehmen mit der Zeit, besonders bei intensiver Sonneneinstrahlung, eine grüngelbe bis goldene Färbung an. Die Internodien erreichen eine Länge von 24 cm. Die Laubblätter sind bis zu 6 cm lang und bis zu 1 cm breit, damit hat Phyllostachys parvifolia die kleinsten Blätter der Gattung Phyllostachys. Phyllostachys parvifolia bildet viele Ausläufer.
Die neuen Sprossen erscheinen ab Mitte Mai und haben eine leuchtend rosarote Farbe. Sie sind, wie bei allen Phyllostachys-Arten, gekocht essbar.

## Verbreitung
Phyllostachys parvifolia stammt aus der chinesischen Provinz Anhui.

## Taxonomie
Phyllostachys parvifolia wurde 1980 von Cheng De Chu und H.Y. Chou in Acta Phytotaxonomica Sinica Band 18 Teil 2, Seite 190 erstbeschrieben. Das Epitheton verweist auf die außergewöhnlich kleinen Blätter und setzt sich zusammen aus "parvus" [lat.], was "klein" bedeutet, sowie "folium" [lat.] mit der Bedeutung "Blatt".

## Kultur und Verwendung
Die Pflanze ist sehr winterhart und verträgt Temperaturen von −16 bis −24 °C. Phyllostachys parvifolia ist eine der winterhärtesten Arten der Bambusgattung Phyllostachys. In Zhejiang wird die Art wegen der Sprossen angebaut; die Halme werden auch für weitere Zwecke verwendet.